# 12432 Usuda
12432 Usuda este un asteroid din centura principală de asteroizi.

## Descriere
12432 Usuda este un asteroid din centura principală de asteroizi. A fost descoperit pe 12 ianuarie 1996 la Chichibu de Naoto Satō și Takeshi Urata. Asteroidul prezintă o orbită caracterizată de o semiaxă mare de 3,05 ua, o excentricitate de 0,04 și o înclinație de 9,4° în raport cu ecliptica.